# Пардо Леаль, Хайме
Хайме Пардо Леаль (исп. Jaime Pardo Leal) — государственный и политический деятель Колумбии левого толка, основатель Патриотического союза Колумбии. Кандидат в президенты страны, павший жертвой волны политических убийств со стороны ультраправых парамилитарес.

## Биография
Хайме Пардо Леаль родился 26 марта 1941 года в Убаке. В 1963 году окончил юридический факультет Национального университета Колумбии. Будучи студентом принимал активное участие в деятельности коммунистической молодёжной организации Колумбии (Juco). После окончания университета Леаль пошёл работать в судебную систему. Занимал должность судьи в одном из районных судов Боготы.
Являлся членом Коммунистической партии Колумбии, а затем в 1985 году основал партию Патриотический союз. 4 февраля 1986 года Хайме Пардо Леаль заявил о своём решении баллотироваться на пост президента Колумбии. После этого заявления, на членов его партии Патриотический союз началась настоящая охота: за год был убит 471 человек. Леаль обвинял правительство Колумбии в бездействии и молчаливом согласии с действиями различных криминальных и парамилитаристских организаций в отношении членов его партии.
Хайме Пардо Леаль также догадывался о том, что и он сам будет убит. 11 октября 1987 года он поехал на свою ферму в городе Ла-Меса, недалеко от Боготы. Когда Хайме Пардо Леаль сел в автомобиль и направился обратно в Боготу, то был застрелен из окон проезжающего мимо автомобиля.
Похоронен на Центральном кладбище Боготы.